# Indravarman I
Indravarman I, död 889, var en kambodjansk monark. Han var kung av Khmerriket mellan 877 och 889.